# 니콜 헤이즐렛
니콜 리 헤이즐렛 배처(Nicole Lee Haislett Bacher, 1972년 12월 16일 ~ )는 전 미국의 수영 선수이자, 자유형을 전문으로 활약하면서 8개의 대학 우승과 3개의 올림픽 금메달을 획득하였다.

## 어린 시절
플로리다주 세인트피터즈버그에서 출생한 헤이즐렛은 18개월 때에 수영을 배우기 시작하였다. 6세에 세인트 피트 수상 클럽에서 훈련을 시작하고, 레이크우드 고등학교 재학 중 고교 수영 팀 레이크우드 스파탄즈를 위해 활약하면서 2년 안에 4회의 플로리다 고등학교 선수권을 우승하였다.

## 대학 경력
고등학교 졸업 후, 플로리다 대학교에 입학하는 데 선수 장학금을 받았다. 거기서 1990년부터 1994년까지 NCAA 경연 대회에서 플로리다 게이터스 수영과 다이빙 팀을 위해 활약하였다.
게이터스의 선수로서 4회의 200 야드 자유형(1991~94)과 200 야드 개인혼영(1993), 500 야드 자유형(1994), 400 야드 자유형 계주(1993), 400 야드 혼계영(1994) 등 8개의 NCAA 타이틀을 우승하였다.
수영 생활 4년 동안 헤이즐렛은 동남부 대회(SEC)에서 패한 적이 없으며, 4회의 "올해의 SEC 여성 수영 선수"(1991~94), 2회의 "올해의 SEC 여성 선수"(1993, 1994)로 인정을 받았다.
1996년 통신공학 학사 학위를 받고 졸업하였다.

## 국제 경력
1990년 시애틀에서 열린 굿윌 게임에서 헤이즐렛은 1972년 뮌헨 올림픽 이래 동독 선수를 꺾은 첫 미국 선수가 되었다. 1991년 퍼스에서 열린 세계 수상 선수권 대회에서 100m 자유형을 우승하고, 400m 자유형 계주와 400m 혼계영의 최종주자로서 우승으로 이끌어 세계 선수권 대회 100m 자유형에서 동독의 18년 압도적 우세를 끝냈다.
1992년 바르셀로나 올림픽에서 200m 자유형 금메달을 획득하였고, 400m 자유형 계주에서 제니 톰슨, 다라 토레스, 앤젤 마티노와 팀을 이루어 세계 신기록을 세워 우승하였다. 혼계영에서는 자유형 주자로서 세 번째 금메달을 땄다. 100m 자유형 결승전에도 나갔지만 4위로 오고 말았다.
그녀는 200m 자유형을 1분 58초 아래로 헤엄친 첫 미국 여성 수영 선수이며, 2003년 린지 벤코에 의하여 깨질 때까지 보유되었다. 1995년 수영으로부터 은퇴하였다.

## 은퇴 후
1996년부터 1997년까지 플로리다 게이터스 여자 수영 팀의 조감독으로 활약하였다.
"게이터스의 위대한 선수"로서 2004년 플로리다 대학교 체육 명예의 전당, 2005년 플로리다 스포츠 명예의 전당에 헌액되었다.

## 같이 보기
- 올림픽 다관왕 목록
- 올림픽 수영 여자 메달리스트 목록
- 수영 계영 400m 세계 기록 추이